# 제본스의 역설
제본스의 역설(Jevons paradox, /ˈdʒɛvənz/, 제본스 효과)은 경제학에서 기술 진보나 정부 정책이 자원 사용의 효율성을 증가시키지만(한 번 사용하는 데 필요한 양을 줄임) 사용 비용 하락으로 인해 증가가 발생할 때 발생한다. 자원 사용이 줄어들기는커녕 오히려 늘어날 만큼 수요가 많다. 정부는 일반적으로 역설이 발생할 가능성을 무시하고 효율성 향상이 자원 소비를 낮출 것이라고 가정한다.
1865년 영국의 경제학자 윌리엄 스탠리 제본스는 석탄 사용의 효율성을 높이는 기술 발전으로 인해 광범위한 산업에서 석탄 소비가 증가했다는 사실을 관찰했다. 그는 일반적인 직관과는 달리 연료 소비를 줄이기 위해 기술 진보에 의존할 수 없다고 주장했다.
이 문제는 향상된 에너지 효율로 인한 소비 반등 효과를 연구하는 현대 경제학자들에 의해 재검토되었다. 특정 용도에 필요한 양을 줄이는 것 외에도 효율성이 향상되면 자원 사용에 따른 상대적 비용이 낮아져 수요량이 늘어난다. 이는 효율성 향상으로 인한 사용량 감소를 (어느 정도) 방해할 수 있다. 또한 효율성이 향상되면 실질 소득이 증가하고 경제성장이 가속화되어 자원 수요가 더욱 증가한다. 제본스의 역설은 수요 증가의 효과가 지배적일 때 발생하며, 효율성 향상으로 인해 자원 활용률이 빨라진다.
에너지 효율의 반등 규모와 에너지 보존에 대한 제본스 역설의 관련성에 대해 상당한 논쟁이 존재한다. 어떤 사람들은 그 효과를 무시하는 반면, 다른 사람들은 에너지 효율성을 높여 지속가능성을 추구하는 것이 자멸적이 될 수 있다고 우려한다. 일부 환경 경제학자들은 제본스 역설을 피하기 위해 사용 비용을 동일하거나 더 높게 유지하는 보존 정책과 효율성 향상을 결합할 것을 제안했다. 사용 비용을 증가시키는 보존 정책(예: 상한제 및 무역세 또는 환경세)을 사용하여 반등 효과를 제어할 수 있다.

## 같이 보기
- 다운스-톰슨의 역설
- 공유지의 비극